# El Floreño
El Floreño är en ort i Mexiko.   Den ligger i kommunen Tepic och delstaten Nayarit, i den centrala delen av landet, 600 km väster om huvudstaden Mexico City. El Floreño ligger 268 meter över havet och antalet invånare är 128.
Terrängen runt El Floreño är huvudsakligen kuperad, men österut är den bergig. El Floreño ligger nere i en dal. Runt El Floreño är det mycket glesbefolkat, med 5 invånare per kvadratkilometer. Närmaste större samhälle är Las Cuevas, 13,0 km söder om El Floreño. I omgivningarna runt El Floreño växer huvudsakligen savannskog.